# Halesa undulinaria
Halesa undulinaria är en fjärilsart som beskrevs av Charles Oberthür 1912. Halesa undulinaria ingår i släktet Halesa och familjen mätare. Inga underarter finns listade i Catalogue of Life.